# Milena Dragićević Šešić
Milena Dragićević Šešić (serb. Милена Драгићевић Шешић; ur. 3 lutego 1954 w Trogirze) – serbska socjolog i kulturoznawca.

## Edukacja
W 1975 ukończyła studia na wydziale sztuk dramatycznych Uniwersytetu Sztuk w Belgradzie. Studia z zakresu animacji społeczno-kulturowej kontynuowała na uniwersytecie Paris VIII, pod kierunkiem socjologa Joffre Dumazediera. W 1990 obroniła pracę doktorską z zakresu literaturoznawstwa i nauk o komunikacji społecznej pt. Књижевна комуникација и културна анимација na wydziale filologicznym Uniwersytetu Belgradzkiego.

## Kariera
Po studiach Dragićević Šešić pracowała na Uniwersytecie Sztuk w Belgradzie, w latach 2001-2004 pełniła funkcję rektora tej uczelni. Zanim przeszła na emeryturę, kierowała katedrą zarządzania kulturą. Od 2012 wchodziła w skład komitetu naukowców serbskich współpracujących z UNESCO. W 2017 należała do grona sygnatariuszy Deklaracji o Wspólnym Języku Chorwatów, Serbów, Boszniaków i Czarnogórców.
Zainteresowania naukowe badaczki obejmują teorię komunikacji społecznej, a także relacje kulturą, sztuką, a ideą zrównoważonego rozwoju. Jest autorką ponad 20 książek i ponad 200 artykułów i esejów poświęconych polityce kulturalnej, historii sztuki i zarządzaniu kulturą. Jej prace ukazały się w 19 językach (w tym w języku polskim).

## Nagrody i wyróżnienia
W grudniu 2023 Milena Dragićević Šešić została uhonorowana doktoratem honorowym Uniwersytetu w Montpelier za jej wkład w rozwój studiów nad polityką kulturalną. 

## Wybrane publikacje
- 1992: Уметност и алтернатива
- 1993: Хоризонти читања
- 1994: Култура - Менаџмент, анимација, маркетинг са Др Бранимиром Стојковићем
- 2005: Менаџмент уметности у турбулентним временима
- 2015: Kultura: zarządzanie, animacja, marketing (wspólnie z Branimirem Stojkoviciem, tł. Jolanta Ambroziak)
- 2018: Umetnost i kultura otpora
- 2024: Cultural diplomacy and cultural relations